# Marc Willem du Tour van Bellinchave

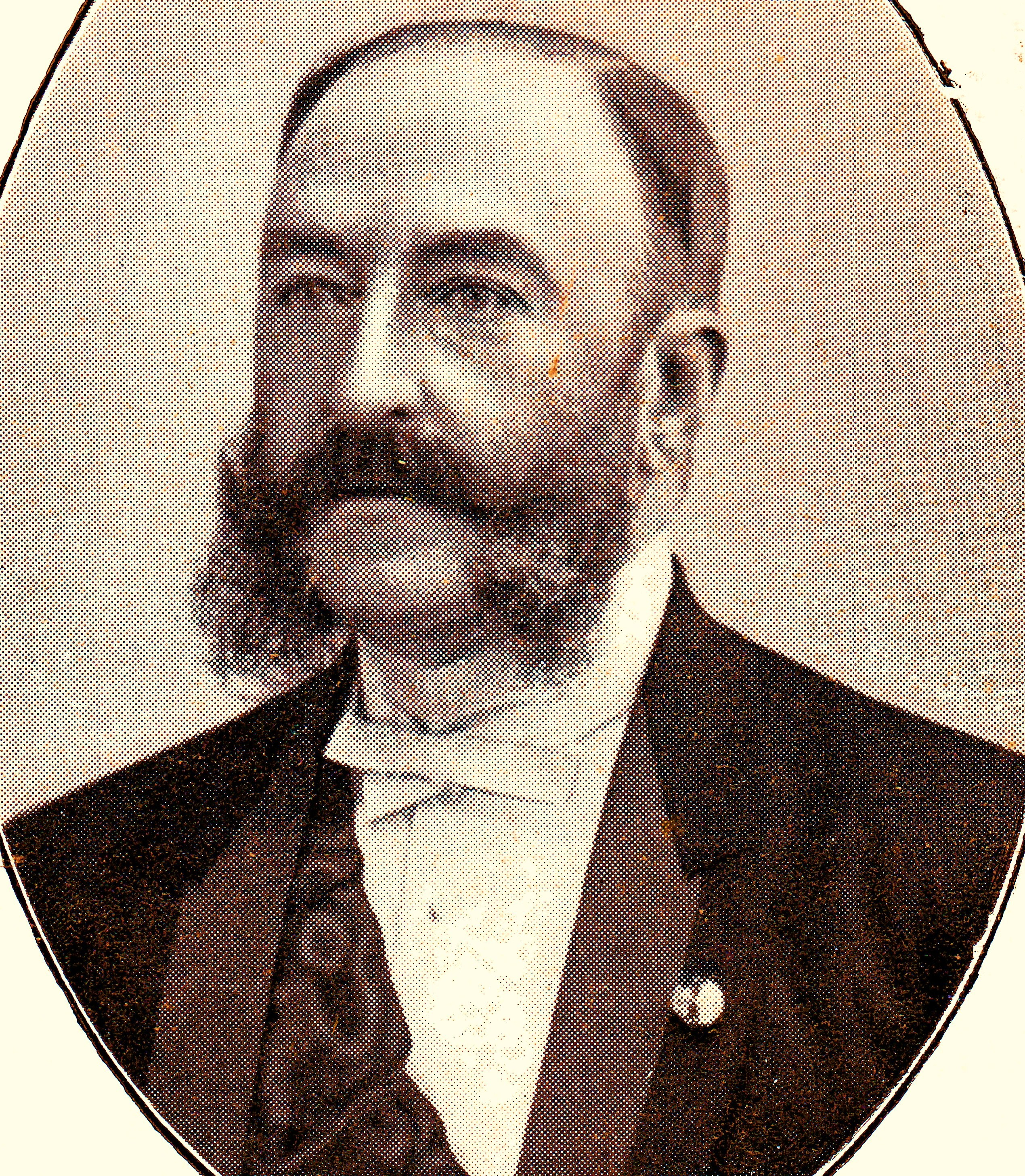
Marc Willem du Tour van Bellinchave

Marc Willem Baron du Tour van Bellinchave (* 29. Juli 1835 in Leeuwarden, Provinz Friesland; † 26. Juli 1908 in Gorssel, Provinz Gelderland) war ein niederländischer konservativer Politiker, der unter anderem zwischen 1883 und 1888 Justizminister im Kabinett Heemskerk Azn. war und als solcher das neue Strafgesetzbuch (Wetboek van Strafrecht) sowie ein Gesetz über die Grundsätze des Gefängnissystems (Beginselenwet gevangeniswezen) einführte. 1885 war er zudem kurzzeitig für einen Monat kommissarischer Außenminister.

## Leben
Marc Willem Baron du Tour van Bellinchave stammte aus einer friesischen Adelsfamilie und absolvierte ein Studium an der Universität Utrecht, an der er 1859 seine Promotion beendete. Bei den allgemeinen Wahlen 1868 unterlag er im Wahlbezirk Dokkum den Liberalen Philippus van Blom sowie Sybrand van Beyma thoe Kingma. Er war zwischen 1873 und 1880 Mitglied des Parlaments (Provinciale Staten) der Provinz Zuid-Holland und wurde daraufhin Mitglied des Stadtrates von Den Haag. 1879 gewann er im Wahlbezirk Utrecht mit fünf Stimmen Vorsprung vor dem Konservativ-Liberalen Jacob Nicolaas Bastert. Aufgrund von Unregelmäßigkeiten entschied die Zweite Kammer der Generalstaaten am 7. Oktober 1879 mit 44 gegen 29 Stimmen, ihn nicht als Abgeordneten zuzulassen. Bei einer Neuwahl am 4. November 1879 unterlag er Bastert mit 75 Stimmen.
Am 23. April 1883 wurde du Tour van Bellinchave als Justizminister (Minister van Justitie) in das Kabinett Heemskerk Azn. berufen und bekleidete dieses Ministeramt bis zum 21. April 1888. Während einer längeren Auslandsreise von Pieter Joseph August Marie van der Does de Willebois fungierte er zudem zwischen dem 10. August und dem 14. September 1885 auch als kommissarischer Außenminister (Minister van Buitenlandse Zaken ad interim). 1886 wurde das Gesetz über die Grundsätze des Gefängnissystems (Beginselenwet gevangeniswezen) verabschiedet, in dem Bestimmungen über Ordnung und Disziplin in Gefängnissen und staatlichen Arbeitseinrichtungen enthalten waren. Die Gefangenen wurden nach Alter und Strafdauer in Klassen eingeteilt und Disziplinarmaßnahmen wie Einzelhaft, Brot und Wasser sowie Entzug der freien Luft zeitlich begrenzt. Das Gesetz enthielt auch Regelungen für staatliche Bildungseinrichtungen für Jugendliche. 1886 erließ er zusammen mit dem Minister für Wasserwirtschaft, Handel und Industrie Johannes Gregorius van den Bergh das Gesetz zur Verteilung von Marktland (Wet tot verdeling van markgronden), wodurch es möglich wurde, die Aufteilung von Marktflächen in Gemeinden, Märkten, Gemeindeverbänden sowie Stadtteilen durch einen Marktgenossen zu verlangen. Des Weiteren kam es zur Einführung des neuen Strafgesetzbuches (Wetboek van Strafrecht). Nachdem er bereits seit 1869 Kammerherr im außerordentlichen Dienst war, wurde er 1888 Oberzeremonienmeister (Opperceremoniemeester) von König Wilhelm III.
Marc Willem du Tour van Bellinchave unterlag 1889 bei einer Nachwahl im Wahlkreis Den Haag dem Liberalen Henri Daniel Guyot. Am 24. April 1891 wurde er auch Oberzeremonienmeister der neuen minderjährigen Königin Wilhelmina, die bis zu ihrer Volljährigkeit am 31. August 1898 unter einem von Willem van Goltstein van Oldenaller geleiteten Vormundschaftsausschuss (Raad van Voogdij) stand, und bekleidete das Amt des Oberzeremonienmeisters bis zum 1. November 1900. Daneben war er zwischen dem 1. Oktober 1892 und dem 1. August 1906 Mitglied des Hohen Adelsrates (Hoge Raad van Adel), das Beratungsgremium der Regierung für Adelsangelegenheiten und Heraldik, und deren damalige Vorsitzende Rutger Jan Schimmelpenninck van Nijenhuis (bis 1893) beziehungsweise Alexander Schimmelpenninck van der Oye (1893 bis 1907) waren. Er bekleidete zwischen dem 5. September 1893 und dem 3. September 1895 außerdem das Amt als Beigeordneter für öffentliche Arbeiten und Eigentum (Wethouder van onderwijs) von Den Haag und war vom 19. November 1900 bis zu seinem Tode 26. Juli 1908 Ehren-Großmeister (Grootmeester-honorair) von Königin Wilhelmina.
Marc Willem du Tour van Bellinchave heiratete am 13. September 1861 Jonkvrouw Marie Isabella Anne Josina Charlotte Huydecoper (* 2. März 1835; †). Aus dieser Ehe ging drei Töchter hervor. Die älteste Tochter Marie Isabelle Jeanne Elise Baroness du Tour van Bellinchave (* 6. Juli 1862; †) heiratete am 18. November 1886 den Diplomaten Paul Arnold Jacques Baron de Smeth, heer van Alphen en Rietveld (1857–1941), während die zweitälteste Tochter Hermance Aleida Baroness du Tour van Bellinchave (* 26. August 1863; †) am 16. Februar 1886 den Gesandtschaftsattaché und späteren Botschafter Henrick van Weede, heer van Zuylenborg en Maarssen (1854–1921) heiratete. Die jüngste Tochter war Christine Louise Baroness du Tour van Bellinchave (* 9. Januar 1866; †).